# L'italiana in Londra
L'italiana in Londra (Italienskan i London) är en italiensk opera (intermezzo) i två akter med musik av Domenico Cimarosa och libretto av Giuseppe Petrosellini.

## Historia
Operan hade premiär den 28 december 1778 på Teatro Valle i Rom med Cimarosa själv dirigerande på cembalo. Det var Cimarosas första succé. Joseph Haydn reviderade musiken för 14 föreställningar på slottet Esterházy.

## Personer
- Livia (kastratsångare)
- Madamde Brilliante (soprankastrat)
- Sumers (tenor)
- Milord (bas)
- Don Polidoro (bas)

## Handling
Flickan Livia från Genua anländer till London för att vinna Milords hjärta. Hon träffar den excentriske Don Polidoro som tror han kan bli osynlig. Till slut får Livia och Milord varandra.